# Pigault-Lebrun

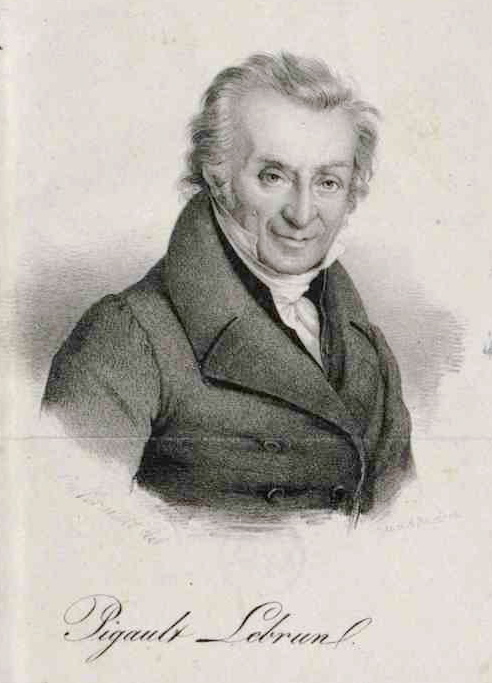
Guillaume Pigault-Lebrun.

Charles-Antoine-Guillaume Pigault de l'Épinoy, känd under pseudonymen Pigault-Lebrun, född den 8 april 1753 i Calais, död den 24 juli 1835 i La Celle-Saint-Cloud, var fransk roman- och lustspelsförfattare, morfar till dramatikern Émile Augier. 
Pigault-Lebrun begick i ungdomen åtskilliga snedsprång, på grund varav hans stränge fader två gånger genom lettres de cachet lät sätta honom i fängelse. Efter att ömsom ha varit soldat, aktör och språklärare, gjorde sig Pigault-Lebrun på 1790-talet känd genom dramer och romaner. Han försonades med fadern och innehade 1806–24 en tullsyssla. I Nordisk familjebok heter det: "P:s berättelser äro alster af en naturlig verv, en fruktbar fantasi samt en outtömlig, uppsluppen gladlynthet, men spela ogeneradt in på de plumpt frivola äfventyrens område. Intrycket försonas i viss mån genom det städse framträdande hatet mot allt förtryck samt genom glimtar af känsla". Bäst bland hans 24 romaner är L'enfant du carnaval (1792; "Fastlagsbarnet", 1851), Les barons de Felsheim (1798; "Baronerne af Felsheim", 1827–28), La folie espagnole (1799), Mon oncle Thomas (samma år) och Monsieur Botte (1802; "Herr Botte", 1817). Nästan lika stor framgång hade Pigault-Lebrun med sina lustspel och vådeviller, av vilka åtskilliga även i Sverige spelats mycket. Till de mer lyckade hör L'amour et la raison (1791; "Kärleken och förnuftet", 1801), Le petit matelot ("Den lilla matrosen", 1799), Les empiriques ("Charlatanerne", 1800) och Les rivaux d'eux-mêmes (1798; "Man och hustru sine egne rivaler", 1802). Pigault-Lebrun  hopskrev bland annat en föga värdefull Histoire de France (8 band, 1823–28). Hans Oeuvres complètes utgavs i 21 band 1822–24.